# 珠海特区报
《珠海特区报》是中共珠海市委的机关报和日报，隶属珠海特区报社。创刊于1985年11月1日。

## 版式设置
- 01-04版：时政新闻和评论
- 05-08版：珠海新闻
- 09-12版：国内外新闻
- 13-16版：娱乐、体育和生活